# Dasyhelea septuosa
Dasyhelea septuosa är en tvåvingeart som beskrevs av Art Borkent 1997. Dasyhelea septuosa ingår i släktet Dasyhelea och familjen svidknott.
Artens utbredningsområde är Tyskland. Inga underarter finns listade i Catalogue of Life.